# Santuario di San Gerardo Maiella

Il santuario di San Gerardo Maiella è un santuario di Caposele che si trova nella frazione Materdomini. È dedicato a Maria Santissima Mater Domini e a San Gerardo Maiella

## Storia
Il santuario sorge nel luogo in cui, nel Medioevo, la Vergine apparve due volte a dei poveri pastori intenti a pascolare il gregge sulla sommità di una collina ricoperta di sambuchi.  L'apparizione avvenne proprio su un sambuco e, in ricordo dell'evento e su espressa richiesta della Madonna, fu edificata sul posto una cappellina che divenne ben presto meta di molti pellegrinaggi. La chiesa, riedificata ed ingrandita nel corso dei secoli, anche a causa dei frequenti terremoti che hanno interessato la zona, nel 1930 è stata dichiarata da papa Pio XI basilica minore. Essa è, per l'appunto, dedicata alla Madonna, qui invocata sotto il titolo di Mater Domini. 
Diverse visite pastorali degli arcivescovi di Conza, sotto la cui giurisdizione ricadeva la chiesa, riportano, già a partire dal 1505, che il piccolo luogo di culto attirava pellegrinaggi da tutta l'Irpinia, la Lucania e il Salernitano. L'afflusso era tale che papa Giulio II con una bolla concesse indulgenze al luogo sacro.

Con la venuta di Sant'Alfonso Maria de' Liguori nel 1748 fu costruito accanto alla venerata cappella mariana un collegio di Padri redentoristi che divennero, così, i custodi del luogo mariano, precedentemente amministrato dal capitolo del clero di Caposele. Qui il 16 ottobre 1755 morì san Gerardo Maiella, il cui culto, in seguito alla canonizzazione del 1904, ha affiancato quello per la Mater Domini. A causa dell'aumento esponenziale del numero dei pellegrinaggi presso la venerata tomba di san Gerardo, all'antica chiesa, pur già ampliata e arricchita nei primi decenni del XX secolo, dal 1974 si aggiunse la nuova limitrofa chiesa del Redentore, a forma di tenda e alta più di 46 metri. In seguito al crollo dovuto al terremoto del 1980 la basilica fu ricostruita e poi riaperta al culto nel 2000.
Oltre alle due chiese, il santuario si compone di molti altri spazi per l'accoglienza dei pellegrini, di una sala per le confessioni, di un teatro e di sale che espongono alla venerazione dei fedeli oggetti appartenuti a San Gerardo nonché ex voto donati nel corso dei secoli al santuario.